# Cerezo Barredo
Maximino Cerezo Barredo CMF (Villaviciosa, Astúrias,  4 de agosto de 1932) é um presbítero católico, religioso claretiano e artista plástico espanhol.
Ingressou na Congregação dos Missionários Filhos do Imaculado Coração de Maria (Claretianos) aos 18 anos.  Realizou estudos de Filosofia e Teologia na cidade de Santo Domingo de la Calzada, e foi ordenado presbítero em 8 de setembro de 1957. Depois dos estudos teológicos, frequentou a Real Academia de Bellas Artes de San Fernando, em Madri.
Foi capelão da Escola Técnica Superior de Arquitetura de Madri. De 1960 a 1969, realizou inúmeras obras artísticas na Espanha : vitrais, arquitetura de interiores de igrejas e capelas, pintura mural.
Em 1970, com outros missionários claretianos, foi enviado para trabalhar no Peru, e a partir daí desenvolveu a parte mais significativa de sua obra artística. Seus murais se encontram, principalmente, em Argentina, Peru, Brasil, Colômbia, Venezuela, Panamá, Guatemala, Nicarágua, México e Roma.